# Slalomvärldsmästerskapen i kanotsport 1993
Slalomvärldsmästerskapen i kanotsport 1993 anordnades i Mezzana, Italien. 

## Medaljsummering

### Medaljtabell
| Pl.    | Nation         | Guld | Silver | Brons | Totalt |
| ------ | -------------- | ---- | ------ | ----- | ------ |
| 1      | Frankrike      | 2    | 5      | 2     | 9      |
| 2      | Storbritannien | 2    | 1      | 2     | 5      |
| 3      | Tjeckien       | 2    | 0      | 1     | 3      |
| 4      | Tyskland       | 1    | 0      | 1     | 2      |
| 5      | Slovenien      | 1    | 0      | 0     | 1      |
| 6      | USA            | 0    | 2      | 0     | 2      |
| 7      | Italien        | 0    | 0      | 1     | 1      |
| 7      | Slovakien      | 0    | 0      | 1     | 1      |
| Totalt | Totalt         | 8    | 8      | 8     | 24     |

### Herrar
| Gren    | Guld                                                                                      | Poäng  | Silver                                                                                                 | Poäng  | Brons                                                                                      | Poäng  |
| C-1     | Martin Lang (GER)                                                                         | 140,44 | Hervé Delamarre (FRA)                                                                                  | 140,92 | Sören Kaufmann (GER)                                                                       | 142,98 |
| C-1 lag | Slovenien Jože Vidmar Boštjan Žitnik Simon Hočevar                                        | 173,88 | Storbritannien Bill Horsman Gareth Marriott Mark Delaney                                               | 174,39 | Italien Francesco Stefani Luca Dalla Libera Renato de Monti                                | 175,85 |
| C-2     | Tjeckien Jiří Rohan Miroslav Šimek                                                        | 144,63 | Frankrike Eric Biau Bertrand Daille                                                                    | 148,53 | Frankrike Frank Adisson Wilfrid Forgues                                                    | 150,57 |
| C-2 lag | Tjeckien Marek Jiras & Tomáš Máder Petr Štercl & Pavel Štercl Jiří Rohan & Miroslav Šimek | 172,85 | Frankrike Eric Biau & Bertrand Daille Emmanuel del Rey & Thierry Saidi Frank Adisson & Wilfrid Forgues | 173,76 | Slovakien Roman Štrba & Roman Vajs Juraj Ontko & Ladislav Čáni Viktor Beneš & Milan Kučera | 181,08 |
| K-1     | Richard Fox (GBR)                                                                         | 119,95 | Richard Weiss (USA)                                                                                    | 120,52 | Melvyn Jones (GBR)                                                                         | 122,37 |
| K-1 lag | Storbritannien Richard Fox Melvyn Jones Shaun Pearce                                      | 153,91 | Frankrike Manuel Brissaud Vincent Fondeviole Sylvain Curinier                                          | 156,20 | Tjeckien Vojtěch Bareš Pavel Přindiš Luboš Hilgert                                         | 157,61 |

### Damer
| Gren    | Guld                                                    | Poäng  | Silver                                     | Poäng  | Brons                                                 | Poäng  |
| K-1     | Myriam Jerusalmi (FRA)                                  | 144,89 | Anne Boixel (FRA)                          | 149,41 | Marianne Agulhon (FRA)                                | 150,04 |
| K-1 lag | Frankrike Myriam Jerusalmi Sylvie Lepeltier Anne Boixel | 180,78 | USA Jana Freeburn Cathy Hearn Dana Chladek | 189,25 | Storbritannien Maria Lund Rachel Crosbee Lynn Simpson | 194,55 |